# Corynoppia maritima
Corynoppia maritima är en kvalsterart som beskrevs av Pérez-Íñigo jr. 1991. Corynoppia maritima ingår i släktet Corynoppia och familjen Oppiidae. Inga underarter finns listade i Catalogue of Life.